# Mohammad Rasoulof
Mohammad Rasoulof (persa: محمد رسول‌اف; nacido el 16 de noviembre de 1972) es un cineasta independiente iraní. Es conocido por varias películas que han sido premiadas, entre ellas The Twilight (2002), La isla de hierro (2005), Goodbye (2011), Manuscripts Don't Burn (2013), Un hombre íntegro (2017) y La vida de los demás (2020). Por esta última ganó el Oso de Oro en el Festival de Berlín 2020.
Ha sido detenido en varias ocasiones y se le ha confiscado el pasaporte, ya que la naturaleza y el contenido de sus películas le han enfrentado al Gobierno iraní.
Mohammad Rasoulof fue condenado por la República Islámica a 8 años de prisión, flagelación y al pago de una multa.

## Primeros años y educación
Mohammad Rasoulof nació el 16 de noviembre de 1972 en Shiraz (Irán).
Es graduado en Sociología por la Universidad de Shiraz y ha estudiado montaje cinematográfico en la Universidad Soore de Teherán.

## Carrera profesional
Su primer largometraje, The Twilight (Gagooman), se estrenó en 2002 y fue galardonado con el Crystal Simorgh a la mejor ópera prima en el Festival de Cine de Fajr de Teherán. Su segundo largometraje, La isla de hierro (Jazireh ahani), se estrenó en 2005. Su largometraje The White Meadows (Keshtzarhaye Sepid) se estrenó en 2009.
Goodbye (Be Omid e Didar) se estrenó en el Festival de Cannes de 2011 en la sección Un Certain Regard y ganó el premio a la dirección. Su película Manuscripts Don't Burn también se proyectó en la sección Un Certain Regard del Festival de Cannes de 2013, donde obtuvo el Premio FIPRESCI. Un hombre íntegro obtuvo el máximo galardón de la sección Un Certain Regard en el Festival de Cannes de 2017.
La vida de los demás fue galardonada con el Oso de Oro de la sección principal a competición en la 70 edición del Festival Internacional de Cine de Berlín en 2020, y con el Premio de Cine de Sídney en 2021.

## Problemas jurídicos
En 2010, Rasoulof fue detenido en el set de rodaje y acusado de filmar sin permiso. Fue condenado a seis años de prisión, posteriormente reducidos a un año.
En septiembre de 2017 le confiscaron el pasaporte a su regreso a Irán, por lo que pasó a tener mamnu'-ol-xoruğ (persa: ممنوع‌الخروج), es decir, prohibición de salir del país. Además, se le ordenó asistir a una vista judicial.
El 23 de julio de 2019, Rasoulof fue condenado por el Tribunal Revolucionario Islámico de Irán a un año de prisión y a dos años de prohibición de salir del país y de participar en actividades sociales y políticas por su película Un hombre íntegro. Se le acusa de "reunión y confabulación contra la seguridad nacional y de propaganda contra el sistema". En agosto de 2019 Rasoulof recurrió la sentencia. De camino al tribunal, en un acto de solidaridad profesional, él y su abogado estuvieron acompañados por algunos de los cineastas iraníes más reconocidos, como Kianoush Ayyari, Majid Barzegar, Reza Dormishian, Asghar Farhadi, Bahman Farmanara, Rakhshān Banietemad, Fatemeh Motamed-Arya, Jafar Panahi y Hasan Pourshirazi.
El 4 de marzo de 2020, Rasoulof fue condenado a un año de prisión por tres de sus películas, consideradas "propaganda contra el sistema". El veredicto también incluía la prohibición de hacer películas durante dos años. Ha declarado que tiene intención de recurrir la decisión y que no se entregará, teniendo en cuenta la actual pandemia de coronavirus, que ya llevó a Irán a liberar temporalmente a 54.000 presos para evitar la propagación del virus.

## Filmografía
| Año  | Título en inglés           | Título original    | Director | Guionista | Productor |
| ---- | -------------------------- | ------------------ | -------- | --------- | --------- |
| 2002 | The Twilight               | Gagooman           | Sí       | Sí        | Sí        |
| 2005 | Iron Island                | جزیره آهنی         | Sí       | Sí        | Sí        |
| 2007 | The Dish                   | The Dish           | Sí       |           |           |
| 2008 | Head Wind                  | Baad-e-daboor      | Sí       | Sí        |           |
| 2009 | The White Meadows          | کشتزارهای سپید     | Sí       | Sí        | Sí        |
| 2011 | Goodbye                    | به امید دیدار      | Sí       | Sí        | Sí        |
| 2013 | Manuscripts Don’t Burn     | دست‌نویس‌ها نمی‌سوزند | Sí       | Sí        | Sí        |
| 2017 | A Man of Integrity         | لرد                | Sí       | Sí        | Sí        |
| 2019 | Son-Mother                 | Son-Mother         | No       | Sí        | Sí        |
| 2019 | The Red Hatchback          | Hatchback Ghermez  | No       | Sí        |           |
| 2020 | There Is No Evil           | شیطان وجود ندارد   | Sí       | Sí        | Sí        |
| 2022 | Intentional Crime          | جنایت عمدی         | Sí       |           |           |
| 2024 | The Seed of the Sacred Fig | دانه انجیر مقدس    | Sí       | Sí        |           |